# Schleswig-Holsteinische Notarkammer
Die Schleswig-Holsteinische Notarkammer ist eine Körperschaft des öffentlichen Rechts in Schleswig-Holstein für Notare im Landgerichtsbezirken Flensburg, Kiel, Itzehoe und Lübeck.
Die Notarkammer wurde auf Grundlage der BNotO über Maßnahmen auf dem Gebiet des Notarrechts vom 16. Februar 1961 gegründet. Sie hat derzeit in Schleswig-Holstein 585 Anwaltsnotare als Mitglieder (Stand: 2021). Ihre Geschäftsstelle ist am Sitz des Schleswig-Holsteinischen Oberlandesgerichts in Schleswig eingerichtet.
Die Mitglieder sind zugleich auch zugelassene Rechtsanwälte. Schleswig-Holstein gehört damit zum Bereich des Anwaltsnotariats. Die Ernennung zum Notar obliegt der Präsidentin des Schleswig-Holsteinischen Oberlandesgerichts in Schleswig. Neben den jeweiligen Präsidenten der vier Landgerichte wird der Vorstand der Notarkammer im Rahmen der Notarbestellungsverfahren gutachterlich gehört. Wird ein Notar im Kammerbezirk neu bestellt, dann kommt es zu einer automatischen Mitgliedschaft in der Kammer. Aufsichtsbehörde für die Kammer ist die Landesjustizverwaltung (Justizministerium Schleswig-Holstein).

## Präsidium
Der Präsident bildet mit dem Vizepräsidenten, Schatzmeister und Schriftführer das Präsidium. Der Vorstand wählt das Präsidium. Dem Präsidium gehören derzeit an:
- Präsident: Andreas Kühnelt, Kiel
- Vizepräsident und Schriftführer: Carsten Wriedt, Neumünster
- Schatzmeisterin: Anja Cassel, Neustadt

## Vorstand
In der Kammerversammlung werden die Mitglieder des Vorstandes auf vier Jahre gewählt und sind wie das Präsidium neben der Rechtsanwalts- und Notartätigkeit ehrenamtlich tätig.
Derzeit sind dies: Ulrich Barthelme, Judith Borst, Britta Borrmann-Söth, Jürgen Doege, Jürgen Krüger, Cord Plesmann, Britta Specht.

## Geschäftsstelle
Die laufenden Kammerangelegenheiten bearbeitet die Geschäftsstelle unter der Leitung von drei Geschäftsführern im Auftrag des Vorstandes. Die Geschäftsführung und die nichtjuristischen Mitarbeiterinnen der Geschäftsstelle sind hauptberuflich tätig.
- Hauptgeschäftsführerin Birgit Zerres
- Geschäftsführerin Britta Eggers
- Geschäftsführer Frank Klein